# 907년

## 연호
- 당(唐) 천우(天祐) 4년
- 후량(後梁) 개평(開平) 원년
- 후백제(後百濟) 정개(政開) 8년
- 태봉(泰封) 성책(武泰) 3년
- 일본(日本) 엔기(延喜) 7년

## 기년
- 당(唐) 애종(哀宗) 4년
- 후량(後梁) 태조(太祖) 원년
- 요(遼) 태조(太祖) 원년
- 신라(新羅) 효공왕(孝恭王) 11년
- 후백제(後百濟) 견훤(甄萱) 16년
- 태봉(泰封) 궁예(弓裔) 13년
- 발해(渤海) 대인선(大諲譔) 2년

## 사건
- 당 애종이 주전충에게 제위를 물려주어 당이 멸망하고 후량이 건국됨.

## 탄생
- 고려(高麗)의 문신(文臣) 최지몽(崔知夢)